# Klosterlandschaft Ostfriesland

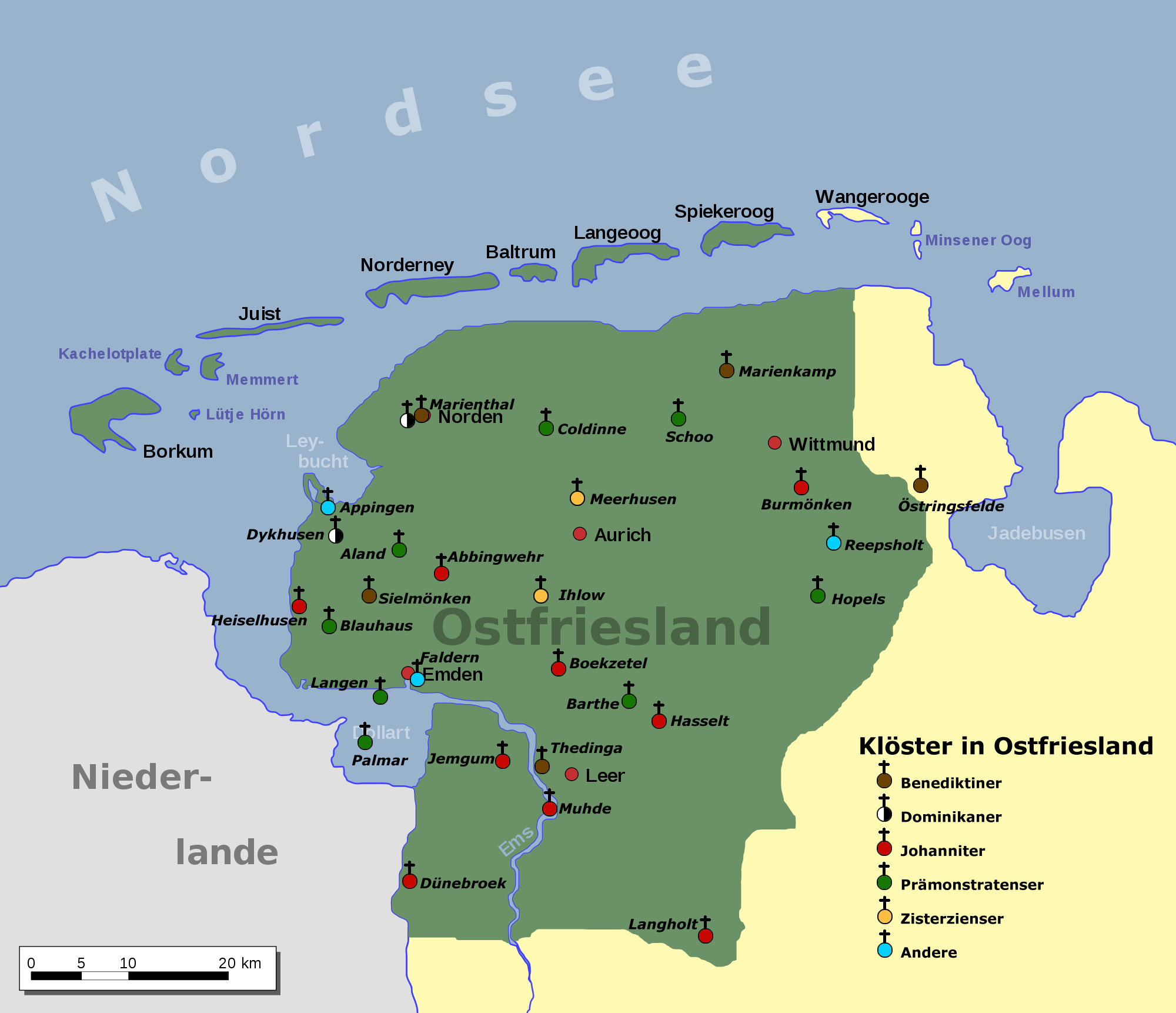
Ehemalige Klöster in Ostfriesland

Die Klosterlandschaft Ostfriesland umfasste zu ihrer Hochphase etwa 30 Klöster, Stifte und Kommenden verschiedener Kongregationen. Der Überlieferung nach soll es beinahe nirgendwo sonst im mittelalterlichen Deutschen Reich eine solche Konzentration von Klöstern gegeben haben. Die große Dichte betont die einstige Bedeutung der Niederlassungen in den wirtschaftlichen, politischen und sozialen Strukturen Ostfrieslands. Die meisten Klöster entstanden während einer Gründungswelle im 12. und 13. Jahrhundert und gehörten in ihrer Mehrzahl den Ordensgemeinschaften an, die zu dieser Zeit in Westeuropa am stärksten verbreitet waren. Nach der Reformation wurden die Klöster aufgelöst und die Gebäude abgetragen. Dabei gingen auch die Bild- und Schriftquellen weitgehend verloren.

## Geschichte der Klöster in Ostfriesland

Die Kommende Dünebroek im 17. Jahrhundert

Mit der Auflösung der Klöster im Zuge der Reformation verschwanden die Gebäude der Niederlassungen. Am längsten blieb die Kirche des Franziskanerklosters in Emden. Sie wurde am 21. Juli 1938 bei einem Brand völlig zerstört und abschließend abgetragen. Einzig von der Kommende Dünebroek gibt es zeitgenössische Darstellungen. Wie die anderen Abteien einst ausgesehen haben, ist größtenteils unbekannt. Ihre Geschichte wird heute weitestgehend mit Methoden der Archäologie beleuchtet.
Auch Urkunden, Verträge, Bild- und Schriftquellen gingen im Zuge der Säkularisation überwiegend verloren. Dies erschwert die Beurteilung des ostfriesischen Klosterwesens sehr, „weil man ständig zu Vermutungen gezwungen ist, die nicht belegt werden können.“
Es ist nicht einmal möglich, eine genaue Zahl der in Ostfriesland gegründeten Klöster zu nennen. Sie kann nur mit ungefähr 30 wiedergegeben werden. Möglicherweise gab es im Hohen Mittelalter weitere Niederlassungen, die Cornelius Ignatius Damen in seiner Geschiedenis van de Benediktijnenkloosters in de provincie Groningen für die Nachbarregion als Armutsklöster bezeichnet, die nach ihrer Gründung schnell wieder aufgegeben wurden. Andere waren ursprünglich möglicherweise selbstständig, so zum Beispiel die Kommende Hesel, wurden dann aber in größere Häuser inkorporiert.
Die ungewöhnlich hohe Zahl an Klöstern und Kommenden in Ostfriesland wird auch damit erklärt, dass sich keine Landesherrschaft herausbildete und es somit nur eine schwache Kontrolle der kirchlichen Obrigkeit in der Region gab. Dadurch kam es zu einer Symbiose der einheimischen Eliten mit den geistlichen Einrichtungen. So sorgten die Rekrutierung der Mönche aus dem Umland, die Schenkungen der lokalen Eliten, die weitgehenden Mitspracherechte der Laienbrüder und die relativ autonome Organisation der Ritterorden für eine Verwurzelung der Klöster im lokalen Bewusstsein.
Der Beginn der Klostergründungen wird in die Herrschaftszeiten der Ottonen und der Salier datiert. Nach der Eroberung und Integration Ostfrieslands in das Frankenreich nahmen die Franken die gescheiterte Christianisierung durch die Missionare Liudger und Willehad wieder auf. Die Region wurde zu einem Teil dem Bistum Bremen, zum anderen dem Bistum Münster zugeschlagen. In diese Zeit fallen die ersten Klostergründungen, die eher als Missionszentren denn als groß angelegte Gebetszentren zu sehen sind.
Beinahe alle ostfriesischen Klöster wurden als Doppelklöster gegründet, in denen sowohl Mönche als auch Nonnen lebten. Im Verlauf des Mittelalters drängten aber die Orden verstärkt darauf, männliche und weibliche Bewohner räumlich zu trennen. In Ostfriesland traten sich dabei vor allem die Zisterzienser und die Prämonstratenser hervor. In der Folgezeit wurden einige Klöster separiert. So gründeten beispielsweise die Zisterzienser das Kloster in Ihlow, als die Bewohner des Doppelklosters Meerhusen darum baten, in den Orden aufgenommen zu werden. Die Genehmigung des Generalkapitels erfolgte schließlich nur unter der Bedingung, dass für die Mönche ein neues Kloster errichtet würde. Meerhusen blieb dabei wie die anderen nun zu Frauenklöstern gewordenen Ordensniederlassungen geistlich, rechtlich und wirtschaftlich vom Männerkloster abhängig. Bis zu ihrer Auflösung nach der Reformation bewirtschafteten Laien der Mutterabtei ihre Güter.
Andere Klosterniederlassungen konnten sich dies finanziell nicht leisten. Sie errichteten häufig für Frauen ein neues Gebäude, das sich etwas abseits vom Mutterhaus befand. Bei den ärmsten Konventen der Augustiner, der Benediktiner und der Johanniter blieben die Klöster zunächst gemischt, entwickelten sich mit der Zeit aber zu Frauenklöstern unter männlicher Führung.
Dazu kamen Häuser mit Laienschwestern, in denen die Bewohner keine Chorgebete auf Latein sangen, sondern Kurzgebete in der Landessprache aufsagten. Hauptaufgabe war jedoch die Verrichtung von Arbeiten. Nach Angaben von Johannes A. Mol und Rolf Bärenfänger galten diese Häuser kirchenrechtlich zwar nicht als Klöster, waren es aber sehr wohl nach außen als auch in ihrer Zielsetzung.

### Reepsholt, das erste Kloster Ostfrieslands
Als das älteste Ordenshaus in Ostfriesland gilt das Kloster Reepsholt. Es soll nach einer Stiftung zweier Schwestern um 953 von Säkularkanonikern (Chorherren, die keinem Orden angehörten) gegründet worden sein und war dem Patron St. Mauritius geweiht. Das Kloster wird urkundlich in einem Dekret Kaiser Ottos II. aus dem Jahre 983 erwähnt. Es blieb lange Zeit das einzige Kloster in der Region, während in anderen Gebieten des damaligen Heiligen Römischen Reiches im 11. und im frühen 12. und 13. Jahrhundert zahlreiche Kanonikerstifte gegründet wurden, die als Vorposten bischöflich-gräflicher Macht wirkten.

### Drei Gründungswellen
Einen Schub erhielt das ostfriesische Klosterwesen erst im Laufe des 12. und 13. Jahrhunderts. Zu dieser Zeit wurde die Region von einer Frömmigkeits- und Armutswelle erfasst, die sich damals in ganz Europa ausbreitete und dazu führte, dass sich mehrere streng asketische Ordensgemeinschaften bildeten. In Friesland breiteten diese sich von den westlich der Ems bestehenden Konventen nach Osten aus. Die weitaus meisten Klöster wurden in dieser Zeit von vier Orden gegründet, den Dominikanern, den Benediktinern, den Prämonstratensern und den Zisterziensern. Später kamen noch die Johanniter oder Malteser hinzu. Vielfach trieben niederländische Mutterklöster Klostergründungen in Ostfriesland voran, beaufsichtigten diese im weiteren Verlauf und führten Reformen durch. So gilt das Kloster Feldwirth bei Appingedam als Mutterkloster der ostfriesischen Benediktinerklöster, Kloster Klaarkamp bei Dokkum als Mutterkloster der Zisterzienser und Dokkum als Ursprung der Prämonstratenser, während die ostfriesischen Johanniter der westfälischen Kommende in Steinfurt unterstellt waren.
Die Gründungsdaten der ältesten Klöster auf der ostfriesischen Halbinsel sind bis dato ungeklärt. Vom Kollegiatstift Oestringfelde ist bekannt, dass es um 1175 durch die östringische Landesgemeinde zur Erinnerung an einen Sieg über die Rüstringer gestiftet wurde. Es soll auf einer heidnischen heiligen Stätte errichtet worden sein. In seiner Nähe soll sich zudem ein Thingplatz mit einer zentralen Eiche und zwölf sie umgebenden Linden befunden haben. Das Kloster bildet insofern eine Ausnahme zu dieser Zeitperiode, als die erste Phase der Gründungsbewegung im Südwesten Ostfrieslands begann und erst später den Osten erfasste. Auffällig ist dabei, dass die großen vier in Ostfriesland tätigen Orden Armut und asketische Lebensweise forderten. Auch die Benediktinerklöster in Ostfriesland unterschieden sich deutlich von den prachtvollen Klöstern der Karolingerzeit in anderen Regionen.
Als erste Klostergründer treten die Benediktiner in Ostfriesland auf. Ihre Niederlassungen waren fast alle Doppelklöster. Der heilige Hatebrand († 1198), Abt des Klosters Feldwirth, gründete zwischen 1183 und 1198 mit Meerhusen das zweitälteste Kloster in Ostfriesland. Später kamen noch Thedinga, Sielmönken Marienthal, Marienkamp und Pansath, möglicherweise auch Boekzetel und weitere später von den Johannitern genutzte Häuser hinzu.
Etwa zeitgleich mit den Benediktinern kamen die Prämonstratenser nach Ostfriesland. Ihre älteste Niederlassung in der Region ist Barthe. Mit insgesamt sieben Klöstern, neben Barthe waren dies Aland, Coldinne, Hopels, Langen/Blauhaus, Palmar sowie Sconamora/Oldekloster war der Orden in Ostfriesland stark vertreten. Möglicherweise trug der Versuch der eng mit dem Kloster Steinfeld (dem Mutterkloster von Dokkum) verbundenen Familie von Are, Machtpositionen im ostfriesisch-groningischen Küstenbereich zu erlangen, entscheidend zur Ausbreitung der Prämonstratenser in Ostfriesland bei. Die Niederlassungen des Ordens waren bis auf Aland (zeitweise) und möglicherweise Langen. Nonnenklöster, die Frauen aus allen Schichten aufnahmen. Möglicherweise geht dies auf die religiöse Frauenbewegung des Mittelalters, die wohl auch Ostfriesland erfasste, zurück.
Schon wenig später traten die Zisterzienser in der Region auf. Es waren die Insassen von Meerhusen, die sie ins Land riefen, als sie 1216 um Aufnahmen in den Orden baten. Da Meerhusen ein Doppelkloster war, bauten sie im etwa zehn Kilometer entfernten Ihlow ein neues Kloster für die Mönche, während die Nonnen am alten Standort verblieben. Beider Aufnahme in den Orden bestätigte der Erzbischof von Bremen im Jahre 1228. Ihlow und Meerhusen blieben die einzigen Niederlassungen der Zisterzienser in Ostfriesland.
Die Johanniter prägten die zweite Phase der Klostergründungen in Ostfriesland. Sie kamen zur Zeit der Kreuzzüge in die Region. Dies wird auf die rege Teilnahme der Friesen an den Kriegszügen zurückgeführt. Vor allem am Fünften Kreuzzug waren viele Friesen beteiligt und brachte sie in Verbindung zu den Ritterorden. Nach der Rückkehr in ihre Heimatgebiete schenkten die Friesen diesen große Ländereien, auf denen die Orden ihre Klöster gründeten. Dabei wurden in Ostfriesland nur die Johanniter tätig, wo sie acht Niederlassungen unterhielten, die sie ursprünglich nur als Vorwerke der Kommende Steinfurt größtenteils auf Altsiedelland anlegten. Sie waren nur mit wenigen Geistlichen besetzt, die entgegen den Traditionen des Ordens den Titel des Komturs und des Priors in sich vereinten. Die Konvente waren vielmehr kleine Doppelklöster, die sich größtenteils zu Frauenkonventen mit einem kleinen Stab von Klostergeistlichen und Laienbrüdern entwickelten. Ihnen stand eine große Zahl an Laien zur Seite, die sich aus den bäuerlichen Schichten Ostfrieslands rekrutierte.
Die Bettelorden erreichten Ostfriesland um die Mitte des 13. Jahrhunderts. Ihr Auftreten markiert die dritte Gründungswelle. Erster Vertreter dieser Armutsbewegung in der Region waren die Dominikaner. Sie kamen um 1264 nach Norden und machten ihr dortiges Kloster zu einer bedeutenden Niederlassung des Ordens, dessen Provinzialkapitel dort mehrfach tagten. Norden blieb für lange Zeit das einzige Kloster der Dominikaner in der Region. 1451 kam noch Dykhusen hinzu. Die Franziskaner erbauten ab 1317 in unmittelbarer Nachbarschaft der Stadt Emden ihr Kloster Faldern. Später wurde es durch die Eingliederung Falderns zu einem Teil der Stadt.
Die letzte Klostergründung in Ostfriesland geht auf eine Initiative des späteren Grafengeschlechts Cirksena zurück. Diese stifteten den Karmeliten, einem 1247 gegründeten Bettelorden, im Jahre 1433 Landbesitz und Kirche in dem Dorf Appingen, ihrem einstigen Stammsitz. Das Kloster Appingen blieb zeit seines Bestehens eng mit den Grafen und Fürsten von Ostfriesland verbunden.

### Verfall im 14. Jahrhundert
Im 14. Jahrhundert setzte ein Verfall der Klöster ein und neue Gründungen blieben aus. In dieser Zeit führte eine Vielzahl von Krisen (Hungersnöte, mangelnder Absatzmarkt für Waren, Seuchen) zu einem Verlust der öffentlichen Ordnung.
Von 1347 bis 1353 wütete in Europa die Pest, der geschätzte 25 Millionen Menschen – ein Drittel der damaligen europäischen Bevölkerung – zum Opfer fielen. Die Seuche hatte Ostfriesland über Utrecht erreicht, sich über die Hafenstädte ausgebreitet und die Bevölkerung dezimiert. Davon waren auch die Klöster betroffen. Laut mittelalterlichen Berichten wurden etwa im Kloster Langen 50 Personen von der Seuche getötet. Aus Marienthal berichtet der Chronist Eggerik Beninga, dass die Insassen einige Gebäude völlig neu aufbauten, um die Seuche nach damaligem Verständnis über die Ausbreitung von Krankheiten einzudämmen.
Zudem brachen unter Sturmfluten die während des hohen Mittelalters erbauten Deiche (beispielsweise bei der Zweiten Marcellusflut im Jahre 1362), in deren Folge bis dahin bewohnte Gebiete überflutet wurden: Es entstanden Ley- und Harlebucht sowie der Jadebusen. Dabei mussten neben vielen Dörfern drei Ostfriesische Klöster aufgegeben werden. Es waren dies die Klöster Langen im 13. sowie Palmar und Osterreide im 15. Jahrhundert.

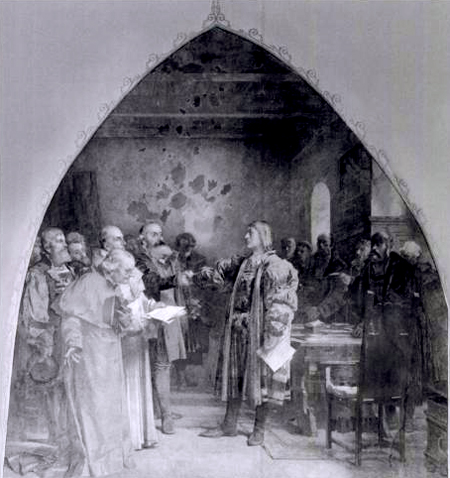
Eine Gesandtschaft der Schieringer bittet Herzog Albrecht den Beherzten im März 1498 in Medemblik um Hilfe im Kampf gegen die Vetkoper und trägt ihm die Statthalterschaft an. Historienmalerei in der Albrechtsburg in Meißen von Julius Scholtz (1877).

Im 14. Jahrhundert eskalierten die Spannungen innerhalb der Ostfriesischen Landesgemeinden. Dort begannen sich lokale Machthaber, sogenannte Häuptlinge, zu etablieren, und sich einander in wechselnden Koalitionen mit kriegerischen Auseinandersetzungen zu überziehen, in die auch die Klöster verwickelt wurden. Vor allem die Zisterzienser und die Prämonstratenser gerieten in einen Streit um die weitere Ausrichtung ihrer Orden. So standen sich Schieringer (Konversen der Zisterzienser, benannt nach ihrer „schieren“, grauen Tracht) und „Vetkoper“ (Laienbrüder der Prämonstratenser, „Händler mit fettem Vieh“) gegenüber. Der Streit war eine Folge der Agrar- und der Glaubenskrise des 14. Jahrhunderts, auf die die Zisterzienser mit Reformen reagieren wollten, während die Prämonstratenser als Vertreter der Kauffahrer des Hansebundes und Stadtpatrizier eine patriarchalisch denkende, aristokratische, feudalistische und auf Tradition pochende Politik verfolgten. Der Streit, ursprünglich auf die benachbarten Regionen um Groningen (Ommelande) und die heutige Provinz Friesland beschränkt, eskalierte schließlich, als die Häuptlinge eingriffen und es zu offenen militärischen Auseinandersetzungen kam.
Für die meisten Klöster in Ostfriesland war die Zeit von 1350 bis 1400 eine Periode von Misswirtschaft, Besitzverlust, Bevölkerungsrückgang und Verwahrlosung. Zudem hatte ihr Ansehen nach den Krisen und Auseinandersetzungen des Jahrhunderts gelitten, und das Band zu den lokalen Eliten löste sich zusehends, so dass der Ruf nach Reformen aus den Klöstern lauter wurde.

### Reform des Klosterwesens im 15. Jahrhundert
Im 15. Jahrhundert setzte in den Frieslanden eine neue Frömmigkeitsbewegung ein, die eine Reform des Klosterwesens forderte. So entstand die devotio moderna und aus ihr die Windesheimer Kongregation. Mit ihr kamen die Augustiner-Chorherren über Kloster Frenswegen nach Ostfriesland. Sie übernahmen 1420 von den Benediktinern die Klöster Marienkamp (vormals Esingfelde), Margens, Pansath, Oldekloster sowie 1425 Sconamora bei Esens und vereinigten sie zu einem Komplex unter der Leitung Marienkamps. 1444 kam Sielmönken und 1450 Coldinne in die Obhut des Ordens. Beide wurden anschließend nach den Ordensregeln reformiert. Dies hatte auch auf die anderen Orden Wirkung. So sandte etwa das Generalkapitel der Zisterzienser 1412 Abt Boyng zu Menterna, einem Kloster in der Nähe von Termunten (Niederlande), nach Ihlow. Abt Boyng hatte Menterna zuvor bereits erfolgreich reformiert und sollte nun Ihlow sanieren.
Die anderen Orden begannen in der Zeit um 1450 ihre Klöster zu reformieren. Dies geschah möglicherweise aus wirtschaftlichen Gründen, da die reformierten Klöster in Testamenten mit größeren Schenkungen bedacht wurden. Gefördert wurde die innere Reformation dadurch, dass Kanoniker der Windesheimer Kongregation und Zisterziensermönche zu Äbten über Klöster anderer Kongregationen ernannt wurden.
Im Zuge der Reformen wurde die Anzahl der Bewohner der Klöster in Ostfriesland drastisch reduziert. Laienbrüder und Konversen wurden kaum noch aufgenommen. Gründe dafür waren zum einen Disziplinprobleme bei Laienbrüdern sowie die Erfahrung der Auseinandersetzung zwischen Schieringern und Vetkopern gewesen. Andererseits wurden sie nicht mehr benötigt, da der Grundbesitz der Klöster in den Vorwerken und Grangien verpachtet wurde.
Andererseits führten die Reformkongregationen eine strikte Versetzungspolitik der Mönche und Nonnen von Kloster zu Kloster ein, um eine zu starke Bindung der Klöster mit der Region zu verhindern, was dazu führte, dass die Mönche zunehmend aus Regionen außerhalb Ostfrieslands kamen.
Für die Klöster bedeuteten die Reformen des 15. Jahrhunderts einen großen Ansehensgewinn, was sich aus einem Anstieg der frommen Stiftungen, die gegen Ende des 15. und zu Beginn des 16. Jahrhunderts verstärkt auftreten, belegen lässt. Andererseits entzog die Politik der Versetzungen den Klöstern ihre friesische Basis, so dass die Zahl der Novizen vor allem in den Männerklöstern gegen Ende des Jahrhunderts stark abnahm. Damit wurden die Klöster zu Fremdkörpern im Land und hörten auf, friesische Klöster zu sein, und wurden zu Klöstern in Friesland.

### Auflösung der Klöster im Zuge der Reformation
Nach der Reformation wurden die Klöster in Ostfriesland schrittweise aufgelöst. Besonders rigoros gingen die Grafen von Ostfriesland dabei gegen den Johanniterorden vor, der komplett enteignet wurde. Hier nutzten die Grafen offenbar eine ältere Landesherrliche Schutzgewalt über den Orden, was aber später zu mehreren Prozessen vor dem Reichskammergericht führte, die am Ende mit Vergleichen und Entschädigungszahlungen endeten. Die Johanniter erhielten daraufhin Ordensgüter Langholt und Hasselt „mit allen Vorwerken, Gülten, Renten und andern Zubehörungen“ zurück. Diese wurden anschließend vom Orden, vertreten durch die Johanniterkomturei in Burgsteinfurt, an Erbpächter vergeben. Erst 1807 wurden diese Güter auf Anordnung von Ludwig Napoleon, dem König von Holland, dem Ostfriesland zu dieser Zeit unterstand, eingezogen und zur Staatsdomäne erklärt.
Graf Enno II. eignete sich 1528 einen Großteil der Besitztümer der Konvente an. Er ordnete an, dass alle Monstranzen und Kelche, alles Gold und Silber aus den Klöstern und Kirchen in Ostfriesland abzuliefern seien. Ein Großteil der Ausstattung der Konvente ging auf diese Weise verloren. Einige Klöster, so etwa die in Ihlow und Norden, lösten sich von selbst auf, nachdem sich ihre Bewohner der Reformation zugewandt hatten und ihre alte Wirkungsstätte verlassen hatten.
Andere Ordensbrüder und -schwestern erhielten eine Pension und die Klostergüter fielen an die Staatsdomäne.
Dennoch lösten die Grafen nicht alle Klöster auf. Einige überdauerten bis ins 16. Jahrhundert und ihre Äbte nahmen weiterhin an landesherrlich-ständischen Beratungen teil. Diese Klöster litten allerdings daran, dass ihnen der Nachwuchs ausging und sie so nach und nach alle dem Grafenhaus zufielen. Die letzte ostfriesische Nonne starb erst nach 1616.

### Weitere Nutzung

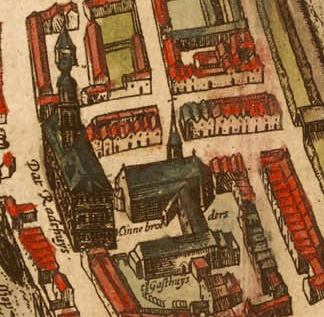
Das Franziskanerkloster in Emden nach der Reformation

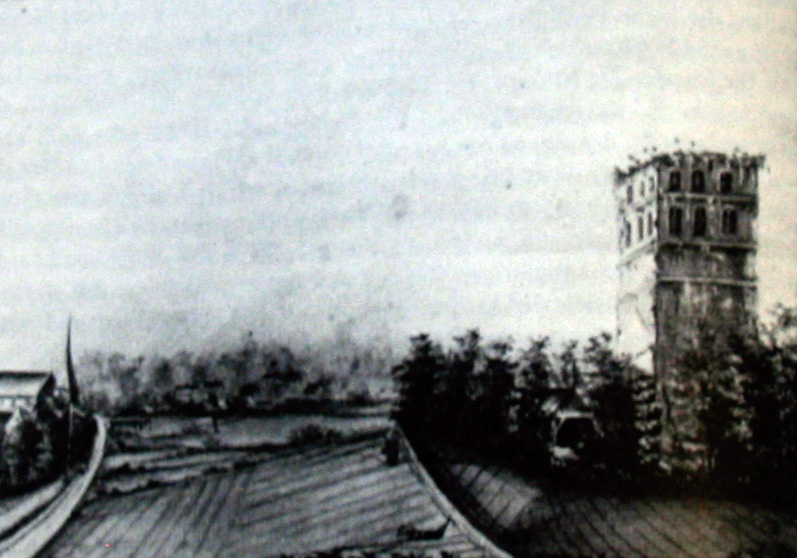
Turm des abgebrochenen Klosters Östringsfelde, zeitgenössische Darstellung von 1789

Nach dem Wegzug der Mönche und Nonnen wurden die ehemaligen Klöster vom Grafenhaus teilweise weitergenutzt. Das Norder Dominikanerkloster diente dem Grafen als Wohnhaus, das Zisterzienserkloster in Ihlow wurde von Graf Johann zu einem Jagdschloss umgebaut und das Kloster Hasselt von Graf Ulrich bezogen. Die Klöster Marienthal, Appingen, Sielmönken und Dykhusen zerstörten Truppen Balthasars von Esens bei den Auseinandersetzungen während der Geldrischen Fehde. 1533 fiel das Kloster Jemgum, das erst um 1500 nach Holtgaste verlegt worden war, der Schlacht von Jemgum (1533) zum Opfer. Viele andere Klöster dienten in der Folgezeit als Steinbrüche. Zum Teil wurden ihre Ziegelsteine in den Befestigungsanlagen von Aurich und Stickhausen verbaut. Weiteres Baumaterial kam beim Bau der alten Lambertikirche und bei der Errichtung von Wohnhäusern zu einer neuen Verwendung. Einige ländliche Klöster ließen die Grafen im Zuge kriegerischer Auseinandersetzungen zwischen 1580 und 1600 abbrechen, um zu verhindern, dass fremde Truppen sie als Festungen nutzen konnten. Von den ehemaligen Klöstern finden sich heute in Ostfriesland keine aufstehenden Gebäudeteile mehr. Am längsten blieb die Kirche des Franziskanerklosters in Faldern (Emden) erhalten, die nach der Auflösung des Konvents in ein Gasthaus (Armenhaus) umgewandelt wurde und seither den Namen Gasthauskirche trug. Im Jahre 1938 wurde sie bei einem Brand zerstört.

## Die Organisation der Klöster

### Standortkriterien

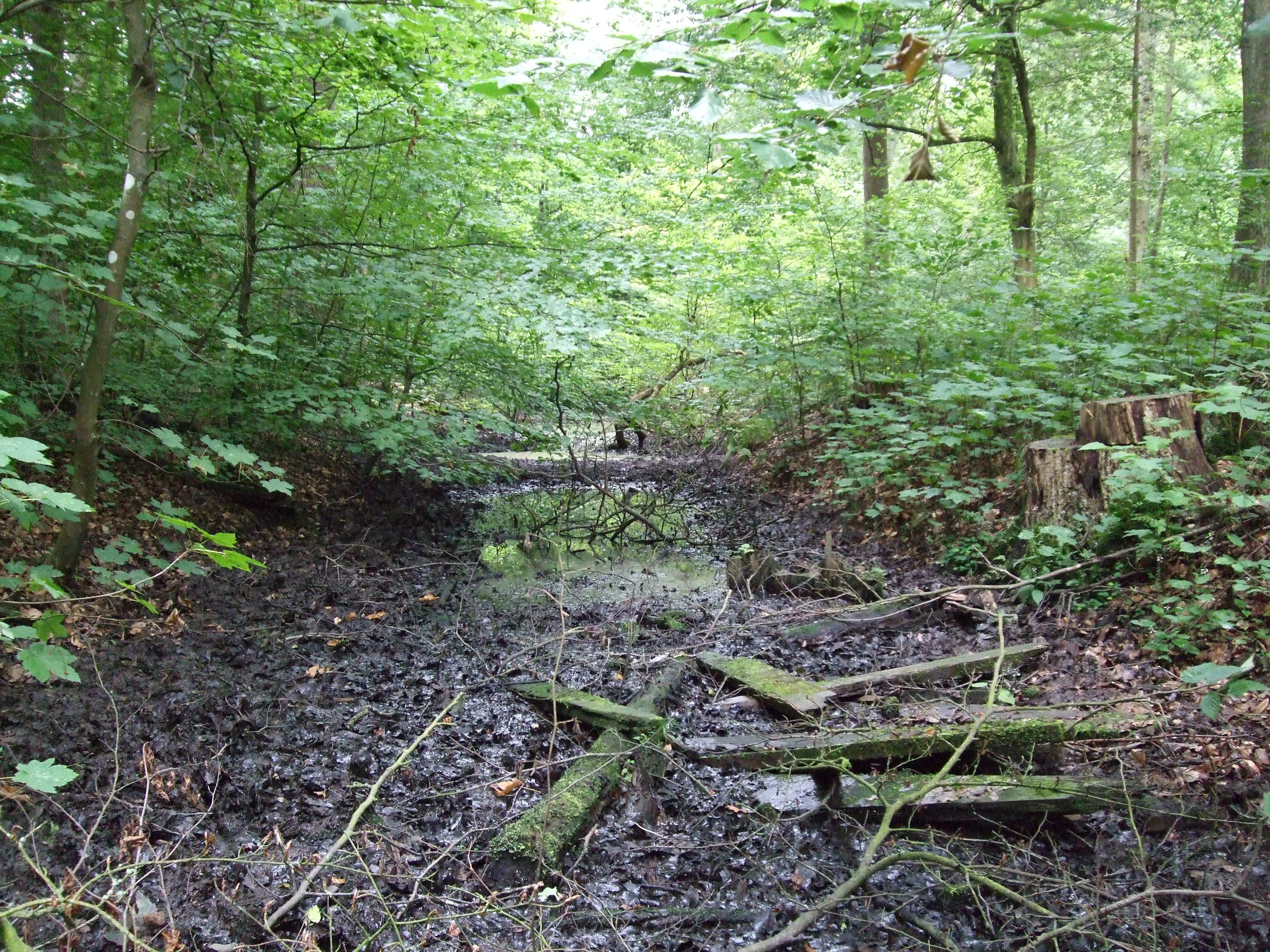
Erhaltene Entwässerungsgräben am Kloster Hopels

Die Mehrzahl der Konvente waren ländliche Klöster. Dazu kamen einige, die in oder in der Nähe einer Stadt entstanden. Bei der Anlage der ersten Klöster wurden die reichen und seit langem besiedelten Marschgebiete bevorzugt. Spätere Konvente wurden am Rand der Marsch oder entlang kleiner Flüsse gegründet, von denen aus das Moorgebiet kultiviert wurde. Die einzelnen Orden scheinen dabei für ihre Klostergründungen besondere Vorlieben entwickelt zu haben. Während etwa die Prämonstratenser die Moorgebiete stets mieden und ihre Konvente auf der Geest oder in der Marsch gründeten, bevorzugten die in Ostfriesland erst spät auftretenden Johanniter oder Malteser die Feuchtgebiete. Von ihren neun Niederlassungen lagen nur Hasselt und Burmönken auf der Geest. Ob die Johanniter damit ihre Weltabgeschiedenheit demonstrieren wollten oder ob wirtschaftliche und agrartechnologische Gründe ausschlaggebend dafür waren, ist bis dato ungeklärt.

### Größe der Konvente
Aus den mittelalterlichen Quellen lässt sich die Größe der Klöster nur schwer rekonstruieren. Geschätzt wird, dass die Frauenklöster der Zisterzienser und der Prämonstratenser sowie die Niederlassungen der Benediktiner und der Johanniter vermutlich mit 20 bis 40 Chorbrüdern und -schwestern und etwa ebenso vielen Laienbrüdern und -schwestern besetzt waren. Die Zisterzienser- und Prämonstratenserklöster waren stärker besetzt. Es wird davon ausgegangen, dass hier bis zu 100 bis 150 Personen (Mönche und Konversen) ihren Dienst verrichteten. Die flächenmäßige Ausdehnung der meisten Klöster in der Region ist bis dato nicht geklärt. Das bisher am intensivsten untersuchte Kloster, Ihlow, erstreckte sich über eine Fläche von annähernd sieben ha, von denen bisher nur der kleinste Teil ergraben wurde.

### Bautätigkeit

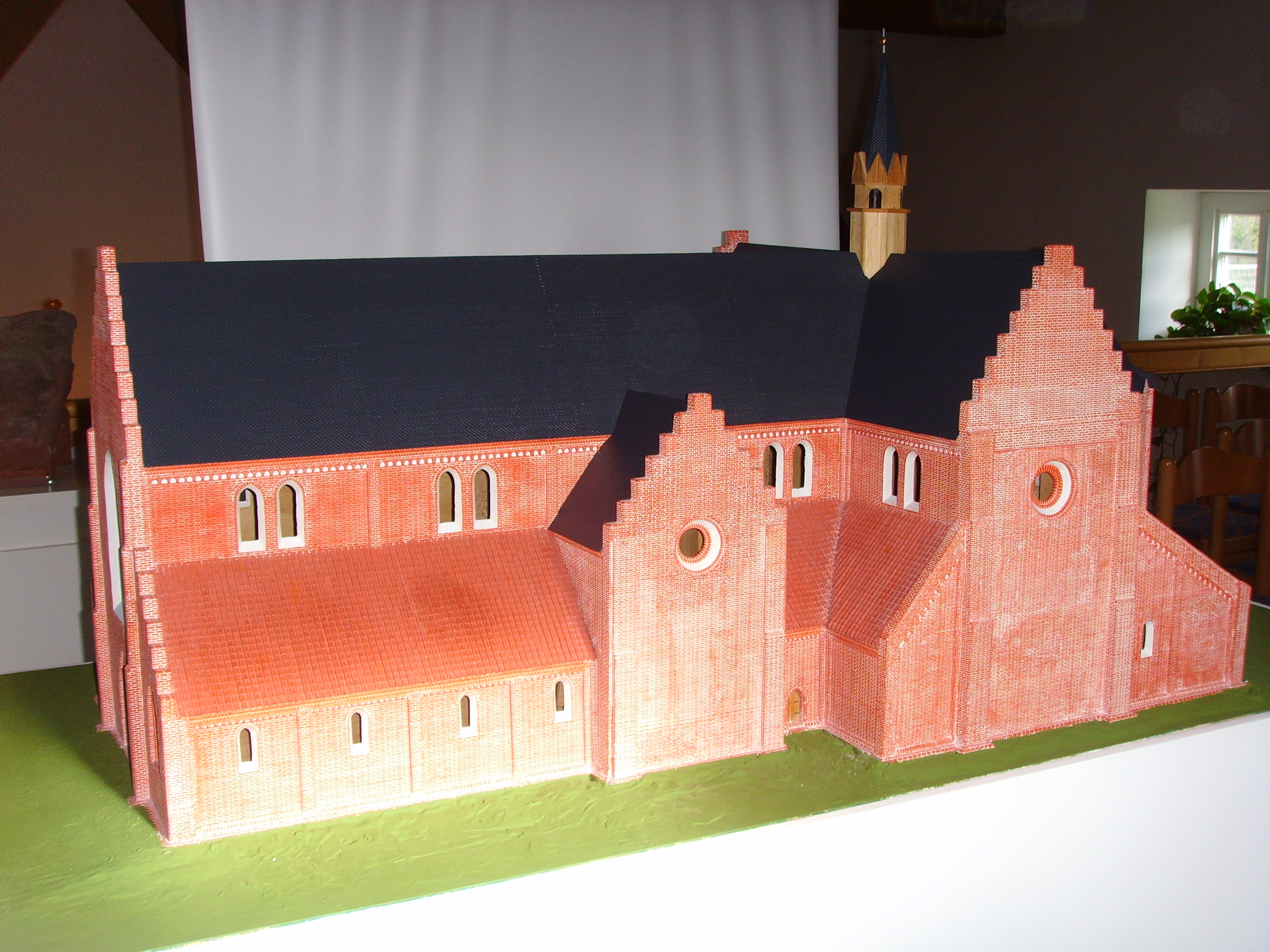
Modell der Klosterkirche Ihlow

Im Laufe des Bestehens der Klöster wurden in Ostfriesland beachtliche Gebäude errichtet, von denen heute jedoch keines mehr steht. Auch Bild- und Schriftquellen gingen weitgehend verloren, so dass kaum Informationen über das Aussehen der Kirchen, der Wohn- und Wirtschaftsgebäude vorliegen.
In ihrer Bautätigkeit waren die einzelnen Kongregationen unterschiedlich rege. So war etwa die Ihlower Klosterkirche der Zisterzienser mit einer Länge von 66,50 m, einer Breite von 33,80 m im Querhaus und 23,50 m im Langhaus im Mittelalter die größte Kirche zwischen Groningen und Bremen. Der Grundriss der Klosterkirche des Prämonstratenserklosters Barthe umfasste nach den Ergebnissen archäologischer Untersuchungen dagegen lediglich etwa 32 × 7 m und war damit etwa so groß wie durchschnittliche Dorfkirchen dieser Zeit.
Unmittelbar nach Gründung eines Klosters begannen die Mönche zunächst damit, die wichtigsten Gebäude, die für das Klosterleben nötig waren, also Gebetsraum, Küche und Kantine sowie einen Schlafsaal in barackenartigen Gebäude aus Holz zu errichten, die sich inzwischen durch archäologische Grabungen an verschiedenen Klosterstandorten in Ostfriesland nachweisen lassen. Anschließend wurde das Gelände für den Bau der Klosteranlagen aus Stein vorbereitet, der manchmal erst nach Jahrzehnten begann. Die dafür verwendeten Ziegel wurden wahrscheinlich vor Ort aus der reichlich zur Verfügung stehenden lehmhaltigen Erde gebrannt. Vor allem die Zisterzienser haben hier die dafür notwendige Technologie mitgebracht und weiterentwickelt.
Der Ausbau der Klöster dauerte oftmals Jahrzehnte. Allein für den Bau der Kirche in Ihlow wird mit einer Bauzeit von 30 Jahren gerechnet. Bei den kleineren Konventen dürfte die Bauzeit hingegen weitaus weniger Zeit in Anspruch genommen haben. Der Neubau der Klosterkirche von Sielmönken dauerte beispielsweise etwa 15 Jahre. Erhalten geblieben ist davon heute nichts, auch wenn sich einige Gebäude bis in das 20. Jahrhundert halten konnten, schließlich aber wegen Baufälligkeit aufgrund von Vernachlässigung oder Bränden abgebrochen wurden.
Neben den eigentlichen Klosteranlagen aus Ziegelstein legten die Mönche auch ein System von Entwässerungsgräben und Fischteichen an, von denen sich einige bis in die heutige Zeit erhalten haben und von den Klöstern kunden.

## Wirtschaftstätigkeit

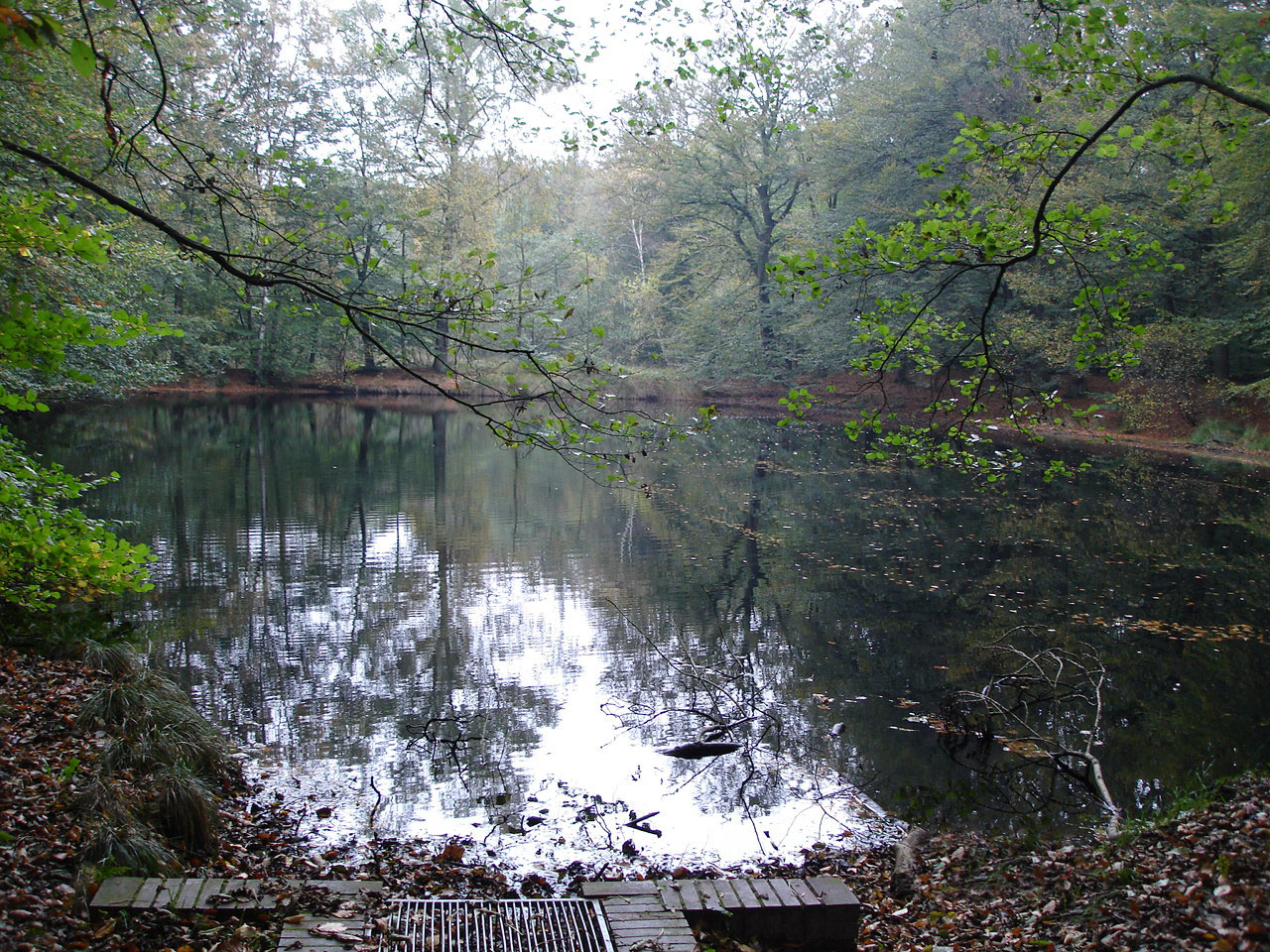
Kloster Ihlow - Fischteich

In den Jahren nach ihrer Gründung kämpften die meisten Klöster ums Überleben, obwohl sie ihre Existenz Schenkungen der vermögenden Grundbesitzer verdankten. In den wenigen vorliegenden Quellen aus dieser Zeit werden Entbehrungen und mühevolle Pionierarbeit genannt. Die große Armut der Klöster führte dazu, dass die neu eintretenden Mönche und Nonnen und die Laienbrüder und -schwestern bei ihrem Eintritt ins Kloster eine Abgabe entrichten mussten, obwohl dies nach dem Kirchenrecht verboten war und als Simonie angesehen wurde. Möglicherweise gab es zudem im frühen Mittelalter einige Klöster, so etwa Margens, die Cornelius Ignatius Damen für die Nachbarregion in seiner Geschiedenis van de Benediktijnenkloosters in de provincie Groningen als Armutsklöster bezeichnet, die nach ihrer Gründung schnell wieder aufgegeben wurden.
Die Lebensgrundlage der Klöster war die Landwirtschaft auf dem Grundbesitz des Klosters. Nachdem dieser von den Mönchen zum Beispiel durch die Anlage von Wassermühlen urbar gemacht worden war, wurde dort Ackerbau und Viehwirtschaft betrieben. Zur Eigenversorgung legten einige Konvente schließlich in unmittelbarer Nähe der Klöster Fischteiche an. Nach dem derzeitigen Forschungsstand wird angenommen, dass die Klöster Ostfrieslands im Mittelalter etwa ein Fünftel bis ein Viertel des kultivierten Bodens bewirtschafteten.
Von der Agrarkrise im Mittelalter waren die ostfriesischen Klöster nicht so stark betroffen wie andere Regionen, da hier hauptsächlich Viehwirtschaft betrieben wurde und der Grundbesitz vorwiegend aus Weideland bestand. Schlimmer wirkte sich der Bevölkerungsrückgang in der Folge der Pest aus, da so einerseits weniger Konsumenten, andererseits aber weniger Arbeitskräfte zur Verfügung standen, was die Arbeitskosten in die Höhe trieb.
Ob die ostfriesischen Klöster darüber hinaus spezielle Güter herstellten, lässt sich bisher nicht mit Sicherheit sagen. Auch die Handelsbeziehungen der Konvente liegen weitgehend im Dunklen. Bekannt ist, dass die Klöster Aland, Dykhusen, Ihlow, Meerhusen, Sielmönken und Thedinga in Emden Stadthöfe unterhielten, die als Lagerhaus für überschüssige Erträge aus Klostergütern zum Verkauf auf dem Emder Markt, aber auch als Herberge für Gäste des Klosters oder durchreisende Mitglieder der Konvente dienten. Außerdem besuchten friesische Laienbrüder bis weit in das 14. Jahrhundert hinein regelmäßig die großen deutschen und flämischen Hafenstädte, um dort Molkereiprodukte zu verkaufen und Roggen einzukaufen.
Bekannt ist hingegen, dass zahlreiche Schenkungen und Stiftungen den Wohlstand und den Flächenbesitz der Klöster steigerten, der sich schließlich kurz vor der Reformation auf etwa 20.000 Hektar Land erstreckte.
Ein in der älteren Literatur häufig behaupteter maßgeblicher Anteil der Klöster an der Binnenkolonisation Ostfrieslands gilt inzwischen als widerlegt. Sicher ist, dass die Klöster durch ihre hohe Technisierung auf ihren eigenen Ländereien am Landesausbau Ostfrieslands beteiligt waren. Dieser strebte jedoch bereits ihrem Höhepunkt entgegen, als die ersten Orden in die Region kamen. In der Erschließung der übriggebliebenen Ödgebiete führten die Klöster den Landesausbau zu seiner größten und letzten Entfaltung. Auch an Landrückgewinnungsmaßnahmen, etwa im Bereich der Leybucht, waren die Klöster beteiligt. In der Landwirtschaft, im Wasserbau, im Bauwesen und im Handwerk waren sie es, die neue Techniken und Methoden in Ostfriesland verbreiteten oder bereits bekannte Techniken verfeinerten.
In ihrer Wirtschaftstätigkeit waren die verschiedenen Kongregationen unterschiedlich erfolgreich. Vor allem die Zisterzienser in Ihlow konnten dabei den größten Besitz anhäufen. Dies resultierte zum einen aus der Einbeziehung von Laienbrüdern, zum anderen aus dem Aufbau selbstständiger agrarischer Vorwerke neben der Abtei, den sogenannten Grangien. Ähnlich wie auch die Zisterzienser trugen die Prämonstratenser in den ersten Jahrhunderten nach ihrer Entstehung zur Verbesserung der Landwirtschaft bei und konnten so ihre wirtschaftliche Basis verbessern. Die anderen Kongregationen versuchten in der Folgezeit, das System dieser beiden Orden zu kopieren, legten aber kleinere und weniger Vorwerke an, so dass sie den beiden Erstgenannten in ihrem wirtschaftlichen Erfolg weit nachstanden.
Die eher als landwirtschaftliche Vorwerke einzustufenden Kommenden der Johanniter und die vielen kleinen Niederlassungen der anderen Orden wie beispielsweise Barthe und Hopels werden dagegen kaum größere wirtschaftliche Strahlkraft gehabt haben.

## Politische Bedeutung

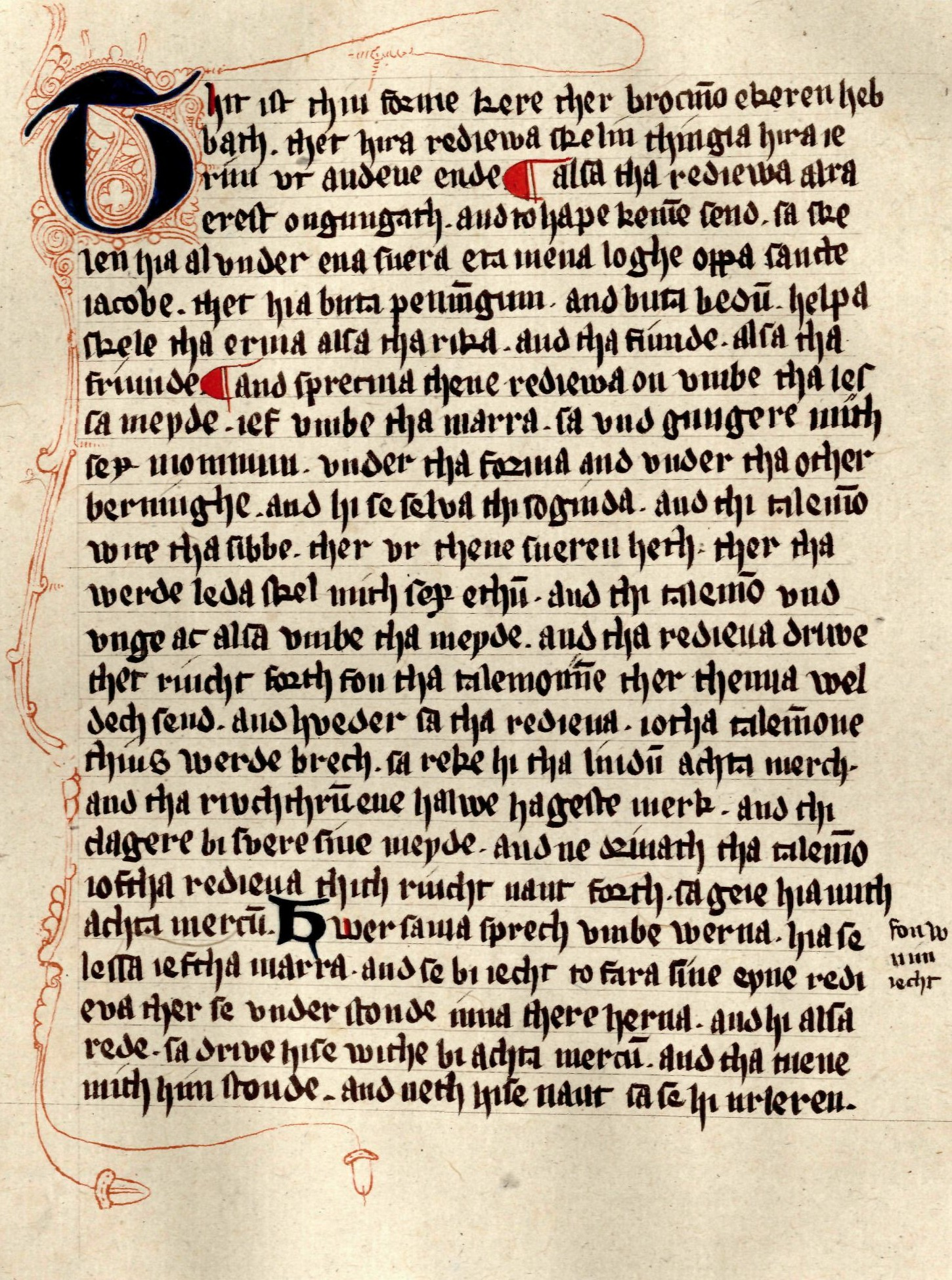
Der Brokmerbrief

Den Klöstern kam in Ostfriesland bis zum 15. Jahrhundert eine enorme politische Bedeutung zu, was sich vor allem aus der nur schwach ausgeprägten Landesherrschaft und ihrem großen Grundbesitz erklären lässt. Da eine Zentralgewalt fehlte, wurden die Klöster als Archive und letzte Instanz genutzt. Immer wieder waren Äbte an Verhandlungen beteiligt und die Klostervorsteher (Prälaten) waren im ersten Stand der Landesstände vertreten. Dabei war das politische Gewicht der Konvente sehr unterschiedlich.
Dabei war das Zisterzienserkloster Ihlow überragend. Dort war ein Exemplar des Brokmerbriefes, der die Grundlage für die Rechtsprechung im Brokmer- und Auricher Land darstellte, hinterlegt, um in Zweifelsfällen zum Vergleich herangezogen zu werden. Zur Zeit der sogenannten Friesischen Freiheit war die Abtei sehr wahrscheinlich Archiv und Kanzlei des Upstalsboom-Bundes.
Auch Friedensverträge wurden in den Klöstern geschlossen, so etwa am 21. April 1255. An diesem Datum vereinbarten das Norder und das Emsigerland sowie die Stadt Bremen einen Friedensvertrag im Benediktinerkloster Marienthal am Zingel in Norden. Er wurde vom Abt von Freepsum, dem Propst von Langen, dem Propst von Aland, dem Dekan von Emden, dem Dekan von Uttum, dem Dekan von Hinte, dem Abt von Norden und dem Abt von Ihlow als Zeugen unterzeichnet. Erstmals wird darin die Stadt Norden genannt. Weiterhin wird angenommen, dass im Kloster Ihlow das Siegel des Upstalsbooms, des Zentrums der Friesischen Freiheit, verwahrt und von hier aus die Verwaltung des friesischen Bundes betrieben wurde. Immer wieder werden die Klöster und ihre Vorwerke auch als Versammlungsorte der friesischen Landesgemeinden genannt.
Auch an der für Ostfriesland so wichtigen Regelung der Entwässerung waren die Äbte der Klöster als sogenannte Sielrichter maßgeblich beteiligt. Einige Klöster, wie etwa Sielmönken, betrieben eigene Entwässerungsanlagen.
Durch die schlechte Überlieferungssituation lässt sich bei vielen Konventen nichts Genaues über ihren Stellenwert sagen. Aus den wenigen erhaltenen Urkunden geht beispielsweise für Barthe nichts über Größe, Bedeutung als spirituelles Zentrum, Rechtsstellung in der Landesgemeinde oder das Wirken des Klosters in seinem Umfeld hervor. Wahrscheinlich spielten die meisten kleinen Niederlassungen politisch kaum eine größere Rolle. Bei den Johannitern ragten wohl nur Jemgum, Muhde und Abbingwehr heraus.
In der Zeit von der Mitte des 14. bis zur Mitte des 15. Jahrhunderts schwangen sich die lokalen Eliten zu Schutzherren der Klöster auf und ordneten beispielsweise an, dort begraben werden zu wollen. In dieser Zeit wurden die Klöster mit großen Schenkungen bedacht. Die Reformen des 15. Jahrhunderts, die damit verbundene Versetzung fremder Mönche nach Ostfriesland, aber auch die Ausbildungen der konkurrierenden Grafen- und Ständemacht in Ostfriesland ließen die politische Bedeutung der Klöster allmählich sinken. Das letzte große Ereignis, bei dem ein ostfriesisches Kloster eine Rolle spielte, war am 23. Dezember 1464 die offizielle Belehnung Ulrichs I. mit Ostfriesland in der Kirche des Franziskanerklosters in Faldern.

### Allgemein
- Rolf Bärenfänger, Johannes A. Mol: Die ehemaligen Klosterplätze im Küstengebiet. In: Jan F. Kegler, Ostfriesische Landschaft (Hrsg.): Land der Entdeckungen – land van ontdekkingen 2013. Die Archäologie des friesischen Küstenraumes. Soltau-Kurier Norden, Norden 2013, ISBN 3-940601-16-0, S. 297–309.
- Rolf Bärenfänger: Die ostfriesischen Klöster aus archäologischer Sicht. In: Karl-Ernst Behre, Hajo van Lengen: Ostfriesland: Geschichte und Gestalt einer Kulturlandschaft. Ostfriesische Landschaft, Aurich 1998, ISBN 3-925365-85-0, S. 241–256.
- Josef Dolle unter Mitarbeit von Dennis Knochenhauer (Hrsg.): Niedersächsisches Klosterbuch. Verzeichnis der Klöster, Stifte, Kommenden und Beginenhäuser in Niedersachsen und Bremen von den Anfängen bis 1810. Teil 1–4. Bielefeld 2012, ISBN 3-89534-956-9.
- Johannes A. Mol: Friesische Freiheit in Kirchspiel und Kloster. In: Hajo van Lengen (Hrsg.): Die Friesische Freiheit des Mittelalters – Leben und Legende. Verlag Ostfriesische Landschaft, Aurich 2003, ISBN 3-932206-30-4.
- Heinrich Reimers: Die Säkularisation der Klöster in Ostfriesland. Friemann, Aurich 1906 (Abhandlungen und Vorträge zur Geschichte Ostfrieslands, Band 6).
- Herbert Reyer: Siegel der Äbte des Zisterzienserklosters Ihlow. Zur spärlichen Überlieferung mittelalterlicher ostfriesischer Klostersiegel. In: Jahrbuch der Gesellschaft für bildende Kunst und vaterländische Altertümer zu Emden 73/74, 1993/94.
- Heinrich Schmidt: Politische Geschichte Ostfrieslands. Rautenberg, Leer 1975 (Ostfriesland im Schutze des Deiches, Band 5).
- Menno Smid: Ostfriesische Kirchengeschichte. Selbstverlag, Pewsum 1974, S. 93 (Ostfriesland im Schutze des Deiches, Band 6).
- Gerhard Streich: Klöster, Stifte und Kommenden in Niedersachsen vor der Reformation. Mit einem Quellen- und Literaturanhang zur kirchlichen Gliederung. Lax, Hildesheim 1986 (Studien und Vorarbeiten zum Historischen Atlas Niedersachsens, Band 30).
- Hemmo Suur: Geschichte der ehemaligen Klöster in der Provinz Ostfriesland: Ein Versuch. Hahn, Emden 1838 (Reprint der Ausgabe von 1838, Verlag Martin Sändig, Niederwalluf 1971, ISBN 3-500-23690-1); archive.org.
- Harm Wiemann: Die ostfriesischen Klöster in vorreformatorischer und reformatorischer Zeit. In: Jahrbuch der Gesellschaft für Niedersächsische Kirchengeschichte, Band 68, 1970, S. 25–38.

### Zu den einzelnen Orden in Ostfriesland
- Walter Deeters: Benediktinische Doppelklöster in Ostfriesland. In: Res Frisicae. Ostfriesische Landschaft, Aurich 1978, S. 73–85.
- Werner Löhnertz: Kloster Steinfeld und seine ostfriesischen Töchterklöster. Anmerkungen zu den Anfängen der Prämonstratenser in Friesland. In: Jahrbuch der Gesellschaft für bildende Kunst und vaterländische Altertümer zu Emden 73/74, 1993/94, S. 5–42.
- Friedrich Ritter: Der heilige Hatebrand und die Klöster Meerhusen und Thedingen: die Benediktiner in Ostfriesland. In: Jahrbuch der Gesellschaft für Bildende Kunst und Vaterländische Altertümer zu Emden, Band 20, 1920, S. 145–173.
- Enno Schöningh: Der Johanniterorden in Ostfriesland. Ostfriesische Landschaft, Aurich 1973 (Abhandlungen und Vorträge zur Geschichte Ostfrieslands, Band 54).